# Frankie and the Witch Fingers
I Frankie and the Witch Fingers sono un gruppo rock americano formatosi nel 2013 a Bloomington, Indiana, e con sede a Los Angeles. La band è composta dai membri fondatori Dylan Sizemore (voce, chitarra ritmica) e Josh Menashe (voce, chitarra solista, sintetizzatore), nonché Nikki Pickle (basso) dal 2020 e Nick Aguilar (batteria) dal 2022. Attualmente hanno un contratto discografico con la Greenway Records di Brooklyn.

## Storia del gruppo

### Gli anni di Bloomington e la formazione (2013-2018)
La band è stata fondata da Sizemore, che inizialmente aveva intrapreso il progetto da solista per esibirsi in spettacoli nei seminterrati, cantando, suonando la chitarra elettrica e una grancassa. Sul palco dello spettacolo nel seminterrato di Bloomington incontrò i membri fondatori, Glenn Brigman e Josh Menashe. Brigman invitò Sizemore a registrare nello studio di registrazione che condivideva con Menashe, dove formarono la loro band, i Triptides. Sizemore avrebbe poi continuato a suonare il basso per i Triptides a intermittenza.

### Sidewalk(2013)
Durante la prima sessione di registrazione, Brigman si offrì di suonare la batteria e reclutò rapidamente due degli altri membri fondatori della band, tra cui Menashe, e Josh Morrow (secondo batterista). Questo album, una cassetta intitolata Sidewalk (2013) pubblicata da Nice Legs Records, sarebbe diventato il debutto dei Frankie and the Witch Fingers. 
Sidewalk è stato registrato su un Tascam 488 da Brigman. Sidewalk mescolava principalmente garage rock e surf music.
Alex Bulli (basso), che aveva in precedenza suonato nei Prince Moondog con Menashe e Brigman, fu reclutato come quinto componente per completare la formazione per gli spettacoli dal vivo.  La band suonò una manciata di spettacoli dal vivo insieme come quintetto, finché Morrow lasciò lo stesso anno il gruppo, che poi si esibì e registrò come quartetto dal 2013 al 2018 producendo quattro album e due 33 giri.

### 4 Way Split/Frankie and the Witch Fingers(2014-2015)
La seconda uscita della band è stata una canzone inclusa in uno split del 2014 insieme a Triptides, The See See e The Young Sinclairs contenente il brano inedito Revival su Stroll On Records. La Permanent Records ha ascoltato il brano Revival dallo split e ha contattato la band per pubblicare le loro ultime registrazioni. Permanent ha pubblicato il successivo album della band Frankie and the Witch Fingers (2015), la prima uscita della band su vinile.

### Merry Go Round/Heavy Roller
Dopo essersi trasferiti a Los Angeles tra il 2014 e il 2015, incontrarono Stu Pope ad uno spettacolo al negozio Permanent Records di Highland Park. Il 1 aprile 2016, pubblicarono il primo singolo dal loro album successivo, che includeva i brani Merry-Go-Round e Mystical Rapture tramite Hypnotic Bridge Records come prima uscita per la nuova etichetta di Stu Pope. La Permanent Records ha poi pubblicato l'LP integrale Heavy Roller (2016).

### Brain Telephone(2017)
Dopo l'uscita di Heavy Roller, la band iniziò a registrare un nuovo album a Los Angeles, nello studio di registrazione che condividevano con Levitation Room, su un registratore 388 preso in prestito da un amico. Il 15 settembre 2017 fu pubblicato con il nome di Brain Telephone tramite Permanent Records.
Brain Telephone rappresenta un ampliamento nelle sonorità della band, fondendo il proprio suono psichedelico con rock-n'-roll in stile rhythm and blues ed enfatizzando alcune delle loro influenze southern rock.

### Drip Tea(2018)
Nel 2018 registrarono un 7″ contenente i brani Drip e Tea con Zachary James dei Twin Temple, pubblicato il 18 maggio da Let's Pretend Records.

### Shaughnessy Starr si unisce alla band /Pleasure/ZAM/ (2018–2019)
Nel luglio 2018, dopo una lunga tournée, Brigman uscì dal gruppo per concentrare i suoi sforzi sulla sua band Triptides, e il batterista Shaugnessy Starr (ex. Psychic Ju-Jitsu, Hooveriii, Triptides) prese il suo posto.
Shaughnessy Starr iniziò immediatamente a lavorare con la band per incidere il disco successivo.
ZAM è stato registrato nello studio di Zachary James chiamato Studio 666 e progettato da James e Kevin Mills nel settembre 2018. Questo è stato il primo album completo registrato da un non membro della band. Per ZAM, la band ha adottato un suono più ritmato e ha attinto a nuove influenze Krautrock, jazz e funk.

Alla fine del 2019, Alex Bulli è uscito dalla band e il bassista Nikki "Pickle" Smith (ex. Death Valley Girls) si è unito al gruppo suonando con la band in un concerto a Chicago prima della fine della pandemia di COVID-19. Durante il culmine del lockdown del 2020, il gruppo ha potuto incontrarsi e registrare alcune sessioni dal vivo, una delle quali, Levitation Sessions: Frankie and the Witch Fingers (2020), è stata trasmessa in streaming dal vivo e pubblicata su video e vinile tramite Levitation e Greenway Records. La band ha pubblicato nel 2021 un EP tramite Greenway Records chiamato Cookin' (2021) contenente i brani Cookin' e Tracksuit.
Starr è uscito dalla band verso la metà del 2021 e il batterista Jon Modaff lo ha sostituito per il loro primo tour post-pandemia per poi essere rimpiazzato da Nick Aguilar (Slaughterhouse, Mike Watt, ecc.) come nuovo batterista ufficiale. La formazione così rinnovata ha suonato il suo primo spettacolo insieme il 30 aprile 2022, e ha registrato un album, Data Doom, uscito poi il 1 settembre 2023.

## Discografia

### Album in studio
- 2013 - Sidewalk
- 2015 - Frankie and the Witch Fingers
- 2016 - Heavy Roller
- 2017 - Brain Telephone
- 2019 - ZAM
- 2020 - Monsters Eating People Eating Monsters
- 2023 - Data Doom

### EP
- 2014 - 4-Way Split
- 2016 - Merry-Go-Round
- 2018 - Drip/Tea
- 2019 - Pleasure
- 2021 - Cookin'
- 2022 - Electricide/Chalice